# Trochetiopsis erythroxylon
Trochetiopsis erythroxylon là một loài thực vật có hoa trong họ Cẩm quỳ. Loài này được (G. Forst.) Marais miêu tả khoa học đầu tiên năm 1981.